# Caroline Kepnes
Caroline Kepnes (Barnstable, 10 de noviembre de 1976) es una escritora,  guionista, autora y ex reportera de espectáculos estadounidense. Es conocida mayormente por sus novelas You (2014), Cadáveres ocultos (2016), Providence (2018) y You love me (2021).
Kepnes nació en noviembre de 1976 en Barnstable, Massachusetts. Su padre era judío y Kepnes se identifica como "medio judía". Durante sus años de formación, asistió a Barnstable High School. Después de graduarse, comenzó sus estudios en la Universidad de Brown. Posteriormente, obtuvo una licenciatura en Civilización Estadounidense y trabajó como reportera de entretenimiento para Entertainment Weekly.
En una entrevista con el Boston Globe, Kepnes dijo que su primer escrito pagado fue un artículo sobre bandas de chicos, para la revista Tiger Beat.  Además de ser escritora, actuó como personaje secundario en la serie de televisión The $treet.
En 2014, Kepnes lanzó su primera novela de la serie de suspenso, You. Kepnes explicó la oscuridad de You, que deconstruye los tropos de comedia romántica destacados en muchas películas y programas al convertir a la protagonista en una acosadora violenta y asesina en serie, diciendo que fue escrita en un período oscuro de su vida, el año en que su padre murió de cáncer, y en el que experimentó varios otros desafíos personales. Más tarde, Kepnes inicialmente dudó en etiquetar a Joe, ya que algunos lectores argumentaron que sus acciones lo clasificaban como un asesino en serie. Luego, la autora aclaró su posición al respecto, citando que "Recuerdo cuando escribí You y alguien se refirió por primera vez a Joe como un asesino en serie. Argumenté 'él no es un asesino en serie, conoce a estas personas terribles y tiene estos pensamientos horribles, pero es muy sensible'. Es muy extraño darte cuenta de que has escrito un asesino en serie".
En febrero de 2015, se anunció que Greg Berlanti y Sera Gamble desarrollarían una serie de televisión basada en la novela en Showtime. Dos años más tarde, se anunció que Lifetime compró la serie y la puso en desarrollo acelerado. Estrenaste el 9 de septiembre de 2018. El 26 de julio de 2018, antes del estreno de la serie, Lifetime anunció que la serie se había renovado para una segunda temporada. El 3 de diciembre de 2018, se confirmó que Lifetime había pasado a una segunda temporada y que Netflix había retomado la serie. La segunda temporada se lanzó exclusivamente en Netflix el 26 de diciembre de 2019. El 14 de enero de 2020, Netflix renovó You para una tercera temporada. La tercera temporada se lanzó el 15 de octubre de 2021. En octubre de 2021, antes del estreno de la tercera temporada, la serie se renovó para una cuarta temporada.
En 2016, Kepnes publicó una secuela de You, Cadáveres ocultos .  Se adaptó libremente en la segunda temporada de la serie de suspenso de Netflix, You.  Para Cadáveres ocultos, Kepnes pensó en una posible dirección antes de su concepción, afirmando que antes de "terminar con el primer libro, sabía cuál iba a ser el segundo. Quería atrapar a Joe en alguna parte".
Su tercera novela, Providencia, publicada en 2018, ha sido descrita como un thriller de suspenso y romance, con aspectos sobrenaturales. Alison Flood, en una reseña publicada por The Guardian, escribió: "Providence es convincente, y Kepnes brinda una visión a veces penetrante de los pequeños, extraños y tristes detalles que componen una vida, aunque sin lograr los profundos y oscuros placeres de You. " Según Cheryl Wassenaar, en una reseña de la revista Cultures, la novela es "un poco como si Dexter conociera, bueno, HP Lovecraft ". En enero de 2021, se anunció que Greg Berlanti y Sera Gamble se reunirían para desarrollar una serie de televisión basada en la novela de Peacock.
La tercera novela y la secuela de Hidden Bodies, titulada You Love Me, se lanzó el 6 de abril de 2021. Actualmente, Kepnes está trabajando en la cuarta novela de la serie You.  titulado Para ti y solo para ti: una novela de Joe Goldberg. 

### Youserie
- You (2014)
- Cadáveres ocultos (2016)
- You love me (2021)

### Obras independientes
- Stephen Crane (2004)
- Providencia: una novela (2018)

## Otros trabajos

### Televisión
- You (2018-presente, escritor)
  - 1.08 - " You Got Me, Babe " (escrito por) (28 de octubre de 2018)
- The Secret Life of the American Teenager (escritor de planta - 3 episodios, 2008 - 2009)
  - Born Free (escrito por) 20 de julio de 2009
  - Dinero por nada, chicas gratis (escrito por) 23 de febrero de 2009
  - Just Say No (escrito por) 9 de septiembre de 2008
- 7th Heaven (escritor del personal - 2 episodios, 2006-2007)
  - Guión número doscientos treinta y cuatro (escrito por) 21 de enero de 2007
  - Turn, Turn, Turn (escrito por) 25 de septiembre de 2006